# 愛のオルゴール
「愛のオルゴール」（あいのオルゴール、Music Box Dancer）は、1974年に発表されたフランク・ミルズの曲。下記の通り日本では独自の歌詞をつけたカバー曲「潮騒のメロディー」としても知られている。

## 解説
ミルズの最初のアルバム『詩人と私』に収められた、ピアノのインストゥルメンタル曲。
1978年にラジオ向けのプロモーションのためにシングル・カットしたところ、ヨーロッパ、アジアで人気を呼び、北米ではオタワのDJデイヴ・ワッツが気に入りオンエアを重ね、1979年にカナダ、アメリカで大ヒットした。アメリカの『ビルボード』誌では、1979年5月5日に週間ランキング最高位の第3位を獲得した。『ビルボード』誌1979年年間ランキングは第49位。
インストゥルメンタル曲でありながら印象的で覚えやすいメロディを持ち、多くのアーティストにカバーされた。各種BGMなどでも多用されている。
メロディICにも採用され、保留音でこの曲が流れるSHARP製電話機も存在する。

## 潮騒のメロディー
さこみちよ（1979年、FS-2144）、高田みづえ（1979年、UC-91）の「潮騒のメロディー」は、この曲に斉藤仁子による日本語詞をつけたカバー曲である。